# Adolf Albin
Adolf Albin (Bucareste, 14 de setembro de 1848 – Viena, 1º de fevereiro de 1920) foi um enxadrista romeno, especialmente conhecido pelo contragambito que leva seu nome, e por ser o primeiro autor a publicar em romeno sobre o xadrez.

## Vida
Ele nasceu em Bucareste, Romênia, em uma família rica. Seus antepassados, no entanto, vieram de Hamburgo, Alemanha, e se estabeleceram em Zhitomir, Ucrânia, no século XIX, mas mais tarde se mudaram para a Romênia. Após completar seus estudos em Viena, ele voltou para a Romênia, onde dirigiu a Frothier Printing House em Bucareste. Logo ele se tornou associado ao Dr. Bethel Henry Baron von Stroussberg, trabalhando como tradutor para o influente magnata das ferrovias que foi apelidado de "O Rei das Ferrovias". A falência financeira de Stroussberg em 1875 levou ao exílio de Albin mais uma vez em Viena, junto com sua esposa e três filhos. Ele morreu aos 72 anos em um sanatório de Viena.

## Carreira no xadrez
Albin chegou ao xadrez relativamente tarde: de acordo com o The Oxford Companion to Chess, ele aprendeu o jogo aos 20 anos e não jogou em eventos internacionais até os 40. Seu melhor resultado veio em Nova York 1893, onde terminou em segundo atrás de Emanuel Lasker (que marcou um 13/13 perfeito), à frente de Jackson Showalter, Harry Nelson Pillsbury e outros. Ele jogou nos torneios muito fortes em Hastings 1895 (pontuação 8½ / 21) e Nuremberg 1896 (pontuação 7/18). Os resultados do torneio em geral foram irregulares, embora ele tenha vencido jogos individuais contra vários jogadores notáveis, incluindo o campeão mundial Wilhelm Steinitz em Nova York em 1894 e em Nuremberg em 1896. Ele foi o autor do primeiro livro de xadrez em romeno, Amiculŭ Joculu de Scachu Teoreticu şi Practicu (publicado em Bucareste em 1872).

## Morte
Como Michael Lorenz notou na nota de xadrez 11752 (8 de março de 2020), Albin morreu em 22 de março de 1920, e não em 1 de fevereiro de 1920 como se acreditava anteriormente.

## Legado
Albin é o epônimo de várias variações de abertura do xadrez, notavelmente o Contragambito Albin no Gambito da Rainha (1.d4 d5 2.c4 e5) e o Ataque de Albin (também conhecido como Ataque Alekhine-Chatard) na Defesa Francesa (1.e4 e6 2.d4 d5 3.Cc3 Cf6 4.Bg5 Be7 5.e5 Cfd7 6.h4).